# فرودگاه صحرایی فورسا
فرودگاه صحرایی فورسا (به انگلیسی: Forssa Airfield) (به زبان بومی: Forssan lentokenttä) یک فرودگاه است که یک باند فرود آسفالت و چمن دارد و طول باند آن ۸۲۰ متر است. این فرودگاه در کشور فنلاند قرار دارد و در ارتفاع ۹۹ متری از سطح دریا واقع شده است.